# 漢普頓 (馬里蘭州)
漢普頓（英語：Hampton）是位於美國馬里蘭州巴爾的摩縣的一個普查規定居民點。

## 人口
根據2020年美國人口普查的數據，漢普頓的面積為16.45平方千米，當中陸地面積為15.41平方千米，而水域面積為1.04平方千米。當地共有人口5180人，而人口密度為每平方千米314.89人。